# De Tomaso Vallelunga
La De Tomaso Vallelunga est une voiture de sport du constructeur automobile italien De Tomaso. Construite en 59 exemplaires de 1963 à 1966, elle a été suivie par la De Tomaso Mangusta. Son nom est une référence au circuit de Vallelunga.